# Луч (журнал, 1991—2019)
«Луч» — русский литературно-художественный журнал в Удмуртии и Предуралье (с 1991 по 2019 г.г.).

## История
Журнал учреждён в Ижевске в 1991 году, Союзом писателей Удмуртии. Учредителем редакции является Агентство печати и массовых коммуникаций Удмуртской Республики. Журнал зарегистрирован в Федеральном агентстве по печати и массовым коммуникациям.
С середины 90-х годов журнал выходит сдвоенными номерами шесть раз в год.
С 2017 года журнал выходил четыре раза в год (раз в квартал), объём журнала стал больше.

## Профиль журнала
Журнал публикует прозу, поэзию, литературную публицистику как признанных писателей, так и начинающих литераторов Удмуртской Республики, Кировской области, Пермского края; Башкортостана; Татарстана и других регионов страны.

## Авторы
В журнале печатались произведения Алексея Алёхина, Василия Аксёнова, Адалло Алиева, Зои Богомоловой, Валерия Болтышева, Леонида Бородина, Флора Васильева, Василия Ванюшева, Андрея Вознесенского, Евгения Евтушенко, Виктора Ерофеева, Егора Загребина, Растема Заппарова, Кирилла Ковальджи, Энвиля Касимова, Павла Куляшова, Олеси Николаевой, Семёна Перевощикова, Николая Пересторонина, Михаила Петрова, Олега Поскрёбышева, Давида Самойлова, Семёна Самсонова, Алексея Сомова, Виктора Сосноры, Николая Старшинова, Владимира Семакина,  Владимира Маканина, Ашальчи Оки, Булата Окуджавы, Надежды Перминовой, Дмитрия Пригова, Арашака Тер-Mаркарьяна, Игнатия Гаврилова, Натана Злотникова, Генриха Перевощикова, Александра Карасёва, Александра Вепрёва, Анатолия Демьянова, Ады Диевой, Маргариты Чебышевой, Василия Глушкова, Алексея Шолохова, Евгения Жуйкова и других.

## Главные редакторы
- Емельянов, Владимир Иванович (c 1991 по 2002 г.г.)
- Малышев, Николай Евгеньевич (с 2002 по 2016 г.г.)[2][3]
- Суханов, Сергей Юрьевич (с 2016 по 2018 г.г.)
- Чепкасов, Владимир Геннадьевич (c 2018 по 2022 г.г.)

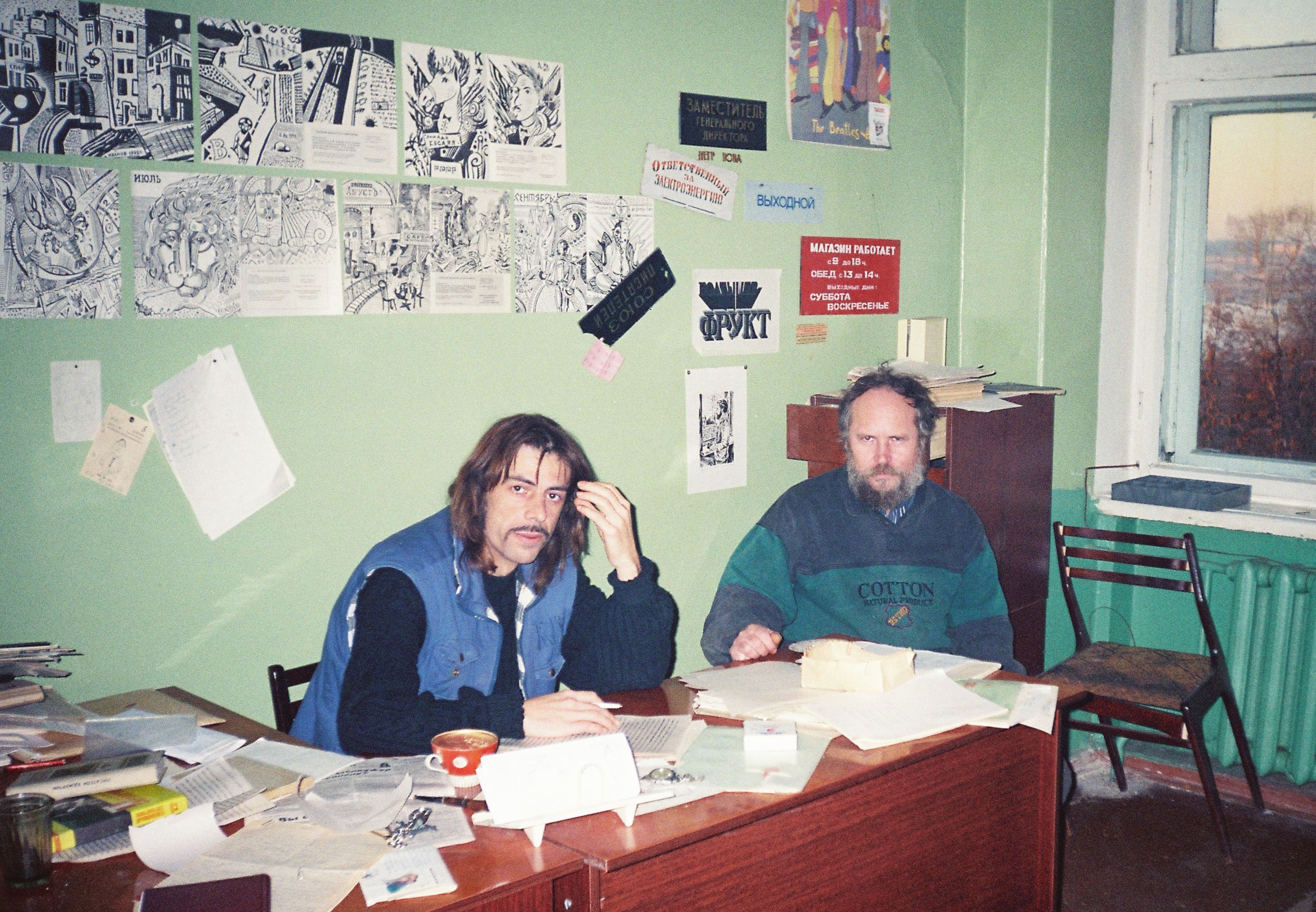
Редакция журнала «Луч» в 90-e годы. На фото: Валерий Болтышев и Владимир Емельянов (Первый редактор журнала).

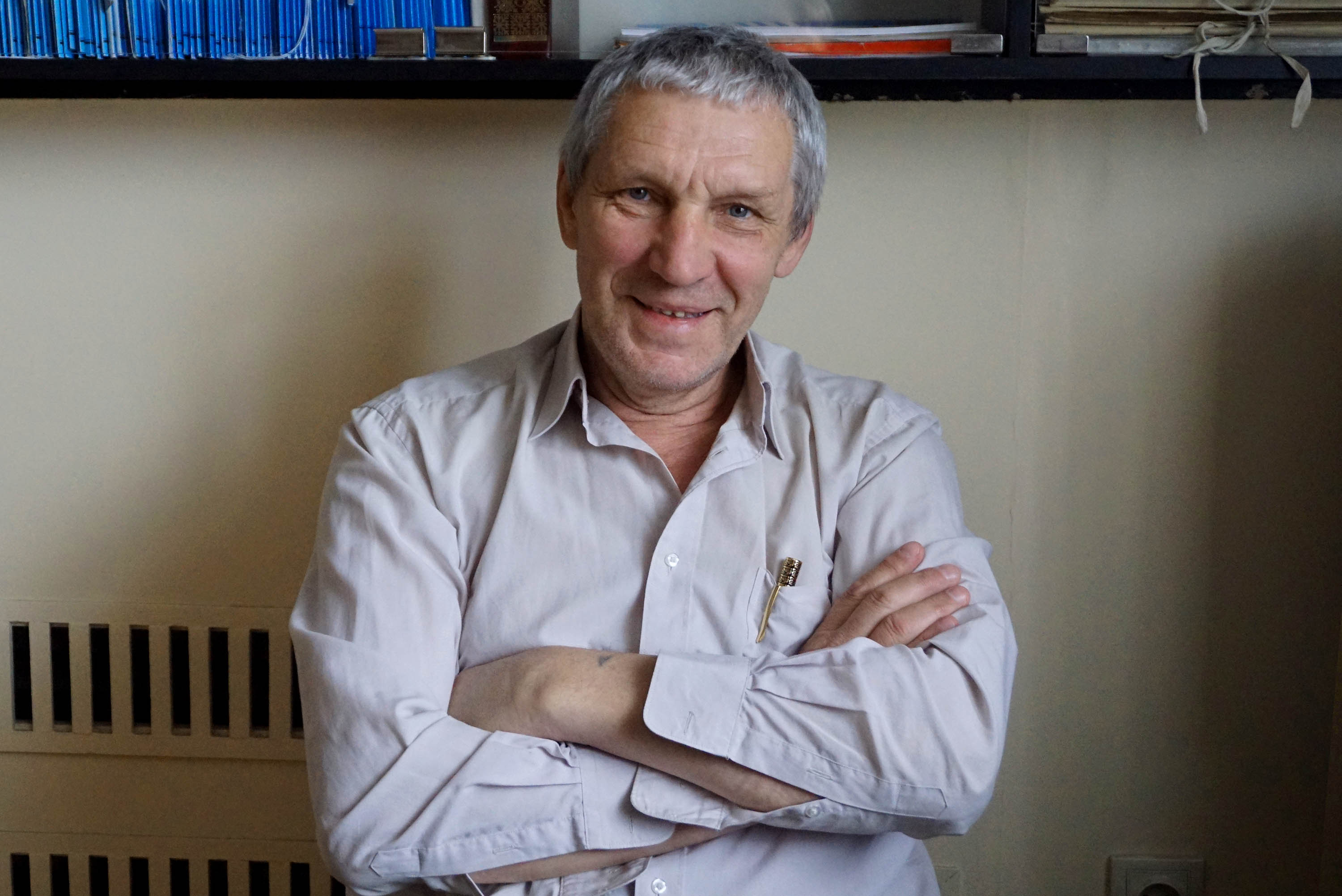
Главный редактор Николай Малышев.

## Интересные факты
- «Луч» — единственный литературно-художественный журнал, выходящий на русском языке в Удмуртии и Предуралье.[4]
- Большую роль в создании и выпуске первых номеров, а также в редакционной политике журнала сыграл В. И. Емельянов, который с 1991 по 2002 год был главным редактором.
- В 2005 году в журнале опубликовался роман Энтони Бёрджесса «Человек из Назарета». Перевёл произведение знаменитого писателя из Великобритании, автора  сатирической антиутопии «Заводной апельсин», — ижевский писатель Владимир Бублик.[5]
- В период редакторства В. И. Емельянова, на страницах литературно-художественного журнала «Луч» творческим коллективом литераторов (во многом благодаря Александру Щуплову и Николаю Старшинову), был создан нарицательный образ легендарного литперсонажа Ефима Самоварщикова.[6][7]
- В 2013 году Журнальный зал упоминает «Луч» в списке толстых литературно-художественных журналов наряду с такими журналами как «Воздух»; «Вещь»; «Москва»; «Юность»; «Север»; «Футурум АРТ» и др.[8]
- В период редакторства Николая Малышева создан официальный сайт литературно-художественного журнала «Луч» — www.litluch.ru, который, по сути, является интернет-версией журнала (с 1991 по 2019 год). В 2015 году литературно-художественный журнал «Луч» был принят в «Читальный зал» — национальный проект сбережения русской литературы. На страницах периодического издания продолжали печатать как признанных писателей, так и начинающих литераторов Ижевска и Удмуртии, Москвы и Подмосковья, Кировской области и Пермского края, Татарстана и Дагестана, а также других регионов страны.
- В конце 2018 года руководство агентства печати и массовых коммуникаций Удмуртии представило нового главного редактора общественно-политического журнала «Республика» и журнала «Луч». Им стал заместитель председателя союза журналистов республики Владимир Чепкасов[9]. По словам нового редактора, перед ним стояли несколько задач. Одна из которых состояла в том, чтобы журнал «Луч» переформатировать и сделать более читабельным[10].
- В декабре 2018 года участие литературно-художественного журнала «Луч» в «Читальном зале» (Москва) было приостановлено.
- В апреле первый номер журнала «Луч» за 2019 год был выпущен по-партизански за спиной и без участия сотрудников редакции «Луч», который, как и следующие номера, не соответствовал той журнальной политике, заложенной ещё первым редактором журнала. По мнению редакторов отделов журнала члена Союза писателей России Н. Малышева и А. Ходыкина главным редактором литературного журнала был поставлен человек, не имеющий даже представления о литературном процессе, о людях в удмуртской литературе, а тем более, не имеющий личного опыта работы в этой самой литературе[11][12].
- В 2019 году зам. гл. редактора АУ УР «Редакция журнала «Луч» Николай Малышев был отстранён от работы путём изменения штатного расписания.

## Цитата
За те семнадцать лет, что я занимался этим журналом, он приобрёл-таки некоторую известность в литературных кругах, о чём свидетельствуют письма со всех концов России, СНГ, из-за рубежа. Но местным это, видимо, не понравилось. Последние три года редакция не просто боролась, а прямо-таки воевала за самостоятельность литературного журнала. И нас за это всех выгнали (другого слова не подберу). Последних двух сотрудников — ну никак не могли найти, за что… Взяли да и перекроили штатное расписание с припиской: в ваших услугах не нуждаемся.
— Николай Малышев

## Тираж
- 1991, № 2 — 500 экз.[14]
- 1991, № 3 — 1000 экз.[15]
- 2000, № 5-6 — 1000 экз.[16]
- 2007, № 7-8 — 1000 экз.[17]
- 2008, № 7-8 — 1000 экз.[18]
- 2016, № 5-6 — 500 экз.[19]
- 2018, № 2 — 495 экз.[20]